# Platygavialidium sinicum
Platygavialidium sinicum är en insektsart som beskrevs av Günther, K. 1939. Platygavialidium sinicum ingår i släktet Platygavialidium och familjen torngräshoppor. Inga underarter finns listade i Catalogue of Life.